# Helene Engelmann
Helene Engelmann (Vienna, 9 febbraio 1898 – Vienna, 1º agosto 1985) è stata una pattinatrice artistica su ghiaccio austriaca, campionessa mondiale e olimpica nell'artistico a coppie negli anni 1910 e anni 1920.
Helene Engelmann apparteneva alla terza generazione di una celebre famiglia di pattinatori austriaci, gli Engelmann. Suo nonno Eduard Engelmann allestì la prima pista di pattinaggio su ghiaccio di Vienna nel 1868. Suo padre Eduard Engelmann jr. vinse tre campionati europei di pattinaggio artistico consecutivi dal 1892 al 1894. Anche sua cugina, Herma Szabo, e suo cognato, Karl Schäfer, si sarebbero distinti vincendo titoli olimpici e mondiali.
In coppia con Karl Mejstrik, a quindici anni la Engelmann vinse il campionato mondiale nel 1913, e arrivò seconda nell'edizione successiva. Lo scoppio della prima guerra mondiale causò l'interruzione di tutte le attività agonistiche. Alla ripresa delle competizioni nel 1922, la pattinatrice tornò a gareggiare con un nuovo partner, Alfred Berger. Assieme vinsero due titoli mondiali, nel 1922 e nel 1924, e la medaglia d'oro ai I Giochi olimpici invernali nel 1924.
Engelmann e Berger vengono ricordati come la prima coppia ad inserire i sollevamenti in un programma di gara ad una competizione internazionale.

## Palmarès

### Con Alfred Berger
| Internazionali            | Internazionali | Internazionali | Internazionali | Internazionali |
| Evento                    | 1921           | 1922           | 1923           | 1924           |
| ------------------------- | -------------- | -------------- | -------------- | -------------- |
| Giochi olimpici invernali |                |                |                | 1°             |
| Campionati mondiali       |                | 1°             |                | 1°             |
| Nazionali                 |                |                |                |                |
| Campionati austriaci      | 1°             | 1°             | 1°             |                |

### Con Karl Mejstrik
| Internazionali       | Internazionali | Internazionali |
| Evento               | 1913           | 1914           |
| -------------------- | -------------- | -------------- |
| Campionati mondiali  | 1°             | 2°             |
| Nazionali            |                |                |
| Campionati austriaci | 1°             | 2°             |